# Walk (Kwabs-Lied)
Walk ist ein Lied des britischen Sängers Kwabs. Es erschien im September 2014 und avancierte zum Nummer-eins-Hit in Deutschland.

## Entstehung und Veröffentlichung
Das Lied wurde vom Interpreten selbst, zusammen mit Jonny Lattimer, geschrieben. Für die Produktion zeichnete das Produzententrio TMS (Tom Barnes, Peter Kelleher und Ben Kohn) verantwortlich.
Die Erstveröffentlichung von Walk erfolgte als Single am 26. September 2014 bei Atlantic Records. Diese erschien als digitaler Einzeltrack zum Download und Streaming. Am 5. Dezember 2014 erschien eine 2-Track-CD-Single mit der B-Seite Saved (Katalognummer: 2564617029). Am 16. Februar 2015 erschien ein Remix von Simon Valente als digitaler Einzeltrack. Am 11. September 2015 erschien das Lied als Teil von Kwabs Debütalbum Love + War (Katalognummer: 2564615321).
Bekanntheit erlangte Walk unter anderem auch als Teil des Soundtracks von FIFA 15.

## Inhalt
In Walk beschreibt Kwabs seine beschwerliche Kindheit. Da seine Mutter nicht allein für ihn sorgen konnte, ist er in einem Waisenhaus groß geworden.

## Kommerzieller Erfolg

### Chartplatzierungen
| ChartsChartplatzierungen     | Höchstplatzierung | Wochen |
| ---------------------------- | ----------------- | ------ |
| Deutschland (GfK)            | 1 (35 Wo.)        | 35     |
| Österreich (Ö3)              | 3 (27 Wo.)        | 27     |
| Schweiz (IFPI)               | 4 (33 Wo.)        | 33     |
| Vereinigtes Königreich (OCC) | 71 (1 Wo.)        | 1      |

| ChartsJahrescharts (2014) | Platzierung |
| ------------------------- | ----------- |
| Deutschland (GfK)         | 53          |

| ChartsJahrescharts (2015) | Platzierung |
| ------------------------- | ----------- |
| Deutschland (GfK)         | 45          |
| Österreich (Ö3)           | 45          |
| Schweiz (IFPI)            | 36          |

### Auszeichnungen für Musikverkäufe
| Land/Region                  | Auszeichnungen für Musikverkäufe (Land/Region, Auszeichnung, Verkäufe) | Verkäufe |
| ---------------------------- | ---------------------------------------------------------------------- | -------- |
| Dänemark (IFPI)              | Gold                                                                   | 45.000   |
| Deutschland (BVMI)           | Platin                                                                 | 400.000  |
| Niederlande (NVPI)           | Gold                                                                   | 15.000   |
| Norwegen (IFPI)              | Platin                                                                 | 40.000   |
| Österreich (IFPI)            | Gold                                                                   | 15.000   |
| Polen (ZPAV)                 | Platin                                                                 | 50.000   |
| Schweiz (IFPI)               | Gold                                                                   | 15.000   |
| Vereinigtes Königreich (BPI) | Silber                                                                 | 200.000  |
| Insgesamt                    | 1× Silber · 4× Gold · 3× Platin ·                                      | 780.000  |